# The Dumpling Paradox
The dumpling paradox es el séptimo episodio de la serie estadounidense The Big Bang Theory.

## Referencia al título
El título The dumpling paradox ha sido traducido en España por La Paradoja del Wan-Tun. Wan-Tun (un tipo de dumpling) es una comida compuesta por una fina masa frita rellena de carne picada, que los protagonistas suelen comer. Cuando Howard corteja a Christy (la amiga de Penny, los tres amigos restantes tienen serios problemas en el restaurante chino a la hora de hacer el pedido ya que el Wan-Tun que les sirven tiene cuatro unidades y ahora son tres.

## Sinopsis
En la escena inicial, Howard, Leonard y Rajesh están comprobando la marcación por voz del móvil de Howard, pero esta no funciona dados los complejos apellidos de Leonard y Rajesh. Sheldon los interrumpe ya que su típica partida de Halo 3 debería comenzar a las ocho en punto. Por supuesto, las paradas necesarias para ir al aseo están perfectamente planificadas. En los prolegómenos de la partida Penny irrumpe en el piso ya que ha llegado una amiga de Nebraska (Christy) y necesita descansar de la conversación de su amiga ya que le ha estado contando con todos los tipos que se ha acostado. Howard rápidamente va al piso de Penny y consigue seducirla.
La pareja se queda en el apartamento de Penny, por lo que ella duerma en el sofá de Leonard y Sheldon por la noche. Sin Howard, Penny toma su lugar jugando Halo 3, causándole a Sheldon mucho malestar ya que ella resultó ser una gran jugadora de Halo ante la sorpresa de Sheldon, ya que según él: "Nadie puede tener ese atractivo y esa habilidad con los videojuegos".
Por otra parte, Howard invita a Christie para mudarse con él (y su madre), ocupando todo su tiempo.
Sheldon está perturbado por el número impar en el grupo creyendo que ya no puede funcionar. Está aún más angustiado cuando invita a Penny de nuevo a jugar Halo pero ella se niega a la oferta para salir a bailar. Creyendo que el grupo se está cayendo a pedazos, los chicos van a hablar con Howard. Cuando llegan, escuchan a la madre de Howard y Christy discutiendo, causando que Christy se vaya. Howard, una vez más soltero, se va con los chicos a jugar Halo y el grupo se restaura.
Una situación curiosa se desarrolla al final del capítulo: estando los cuatro amigos enfrascados jugando Halo 3, aparecen Penny y su grupo de amigas en la puerta y, para demostrar lo nerd que pueden llegar a ser los chicos, pregunta si alguien desea tener sexo con ellas, ya que se habían cansado de bailar esa noche. Como nadie le presta atención, se va junto a sus amigas diciendo "Ven, se los dije"; Leonard en un momento detiene el juego y pregunta si alguien dijo algo, a lo cual le responden negativamente y regresan al juego en que estaban.